# Gentiana asclepiadea
La genziana minore (Gentiana asclepiadea L., 1753) è una pianta erbacea, perenne, appartenente alla famiglia delle Genzianacee.

## Etimologia
L'etimologia del termine generico deriva dal greco gentiané, voce che gli antichi etimologisti riportano a Génzio, re dell'Illiria, che avrebbe scoperto e forse per primo adoperato queste piante come medicamento. Il termine asclepiadea la dedica ad Esculapio, dio della Medicina, figlio di Apollo e di Coronide.

## Descrizione

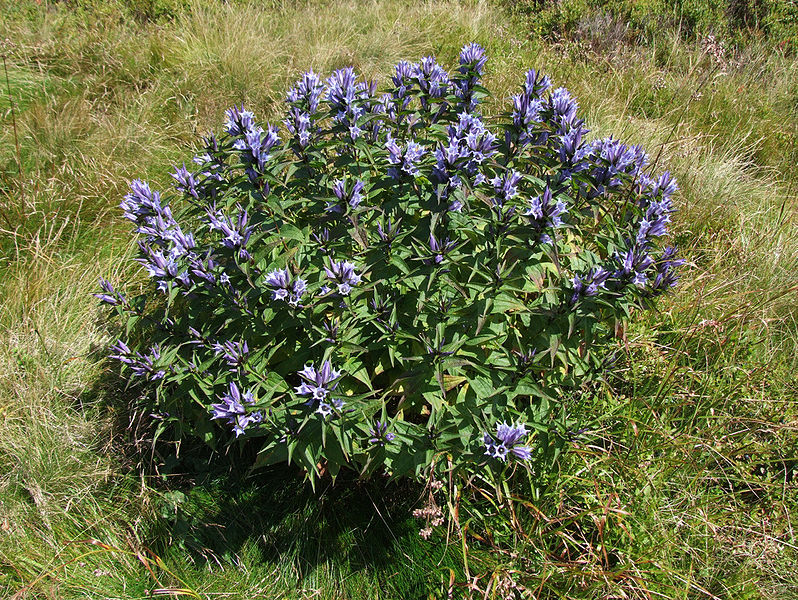
Portamento

Ha uno o due fusti alti circa 50 cm, esili 2–3 mm, legnosi e vuoti, spesso nel bosco sono disposti orizzontalmente così ure le foglie che sembrano distiche.

### Radici

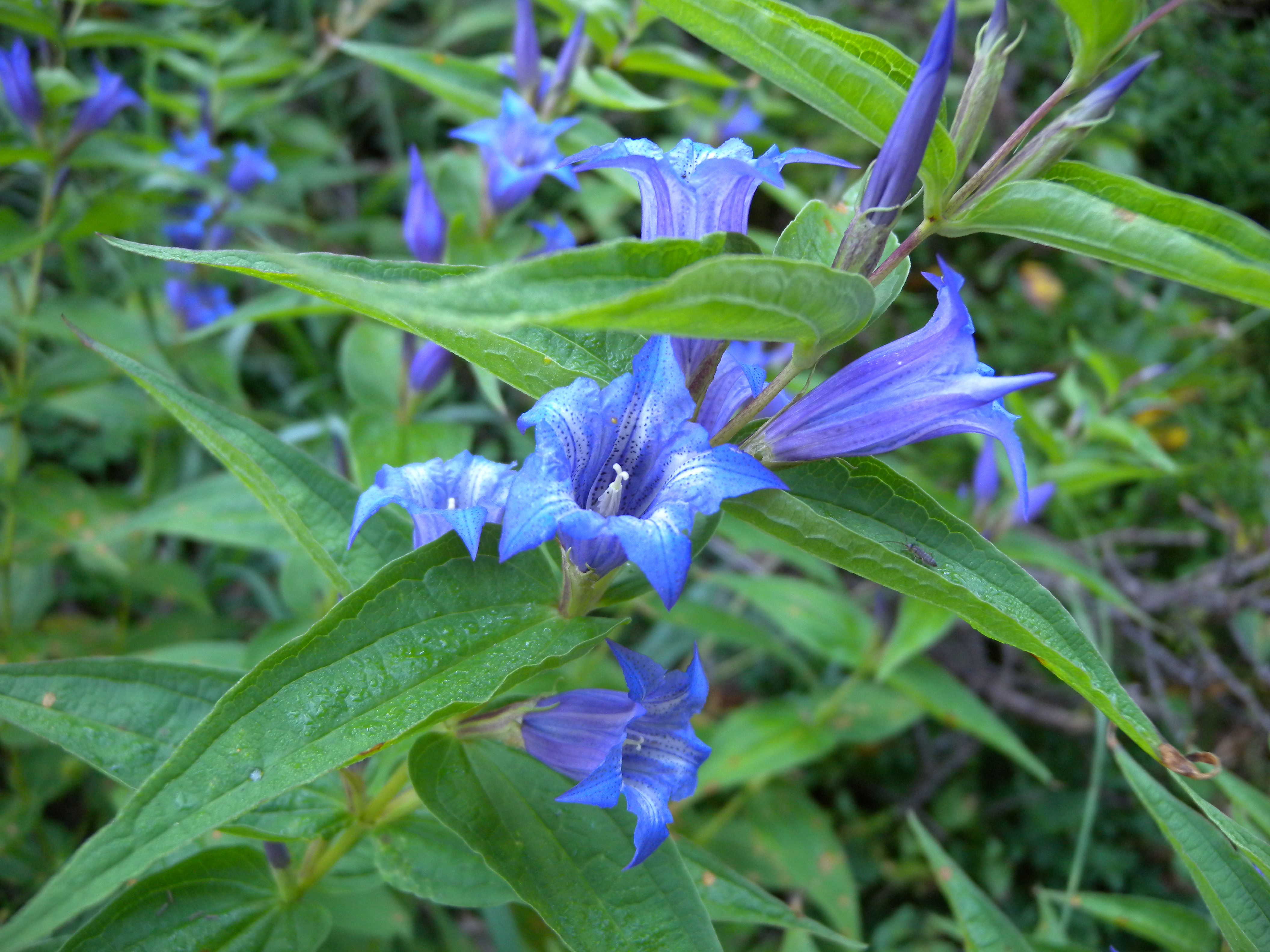
Fiore

Le radici, sono grosse 5–10 mm, hanno una corteccia spessa, fino ad 2 mm, il legno è bianco con grossi fasci raggiati e raggi midollari più stretti, la pianta vegeta per mezzo di gemme poste a livello del terreno.

### Foglie
Sono opposte, sessili, ovato lanceolate di 5–7 cm di lunghezza e 2–3 cm di larghezza, con tre grandi nervi longitudinali e numerosi nervi secondari pennati che formano un reticolo evidente.

### Fiore
I fiori, sono una ventina, situati all'ascella della foglia, sono lunghi 4–5 cm tubolosi-campanulati, con corolla allargata in 5 lobi apicali, acuti, di colore azzurro. La fioritura avviene da agosto a settembre.

### Frutti
I frutti sono capsule bivalvi contenenti numerosi semi alati.

## Distribuzione e habitat
La specie è diffusa in Europa e Medio Oriente.
Cresce generalmente su suoli calcarei nei boschi e nei prati di media montagna fino ai 2200 s.l.m.

## Moltiplicazione
È principalmente propagata per seme.

## Specie simili
Può essere confusa con Gentiana cruciata ma questa ha radici più grosse, inoltre può essere confusa con la Gentiana lutea soprattutto nella fase di prefioritura, questa differisce per il colore giallo delle radici dalle dimensioni più ridotte inoltre nella G. asclepiadea le radici hanno uno sviluppo principalmente orizzontale.

## Usi
Nella medicina popolare i fiori hanno proprietà aromatiche, amaricanti, aperitive, digestive, le radici hanno proprietà febbrifughe.

### Liquoreria
Questa specie nel periodo della piena fioritura è pregiata per il suo aroma ed utilizzata nella fabbricazione di liquori in miscela ad altre genzianelle.

### Giardinaggio
Questa specie di genziana può essere utilizzata per la creazione di giardini rocciosi. Tra le principali avversità della pianta si ricorda che la larva della “farfalla azzurra” (Phengaris alcon), si nutre della G. asclepiadea.